# سفارت روسیه در واشینگتن
سفارت روسیه در واشینگتن (به انگلیسی: Embassy of Russia) یک سفارت در ایالات متحده آمریکا است که در واشینگتن، دی.سی. واقع شده‌است.